# ناچو گونزالس
ناچو گونزالس (انگلیسی: Nacho González؛ زادهٔ ۱۷ دسامبر ۱۹۷۱) بازیکن سابق فوتبال اهل آرژانتین است که در پست دروازه‌بان بازی‌ می‌کرد.
وی همچنین در تیم ملی فوتبال آرژانتین بازی کرده‌است.